# Ad fontes (Lernprogramm)
Ad fontes ist eine webbasierte Lernumgebung der Universität Zürich, die in die selbständige Nutzung von Archivmaterial einführt. Projektverantwortlicher ist Simon Teuscher.
Unter Bezugnahme auf das Schlagwort Ad fontes des Erasmus von Rotterdam wird dabei der Schwerpunkt auf handschriftliche Quellen deutscher Sprache von 1300 bis 1900 gelegt. Insbesondere sollen Lesen, Einordnen und Datieren von Handschriften sowie Grundlagen der Quellenauswertung vermittelt werden. Dies geschieht anhand konkreter Beispiele aus dem Archiv des Klosters Einsiedeln, einem der bedeutendsten Privatarchive der Schweiz mit einer großen Sammlung von Quellenmaterialien aus dem 10. bis 21. Jahrhundert, dem Staatsarchiv Zürich und weiteren Archiven.
Ad fontes entstand im Rahmen eines von der Universität Zürich geförderten ICT-Projekts. Der Zugang zu dem Lernangebot ist gratis. Ad fontes wurde 2002 mit dem höchstdotierten deutschen Medienpreis, dem Medida-Prix, sowie anderen Preisen ausgezeichnet. Die Jury versprach sich davon „Signalwirkungen auf die Geisteswissenschaften“. In der Begründung wurde u. a. der freie Zugang, der klar strukturierte Aufbau, die sorgfältig gemachte, kontextsensitive Hilfe, die wortweise mögliche Transkription und Korrektur sowie die Schonung der echten Quellen genannt. Damit sei die Benutzung von Ad fontes „eine eindeutige und große Verbesserung gegenüber der gängigen Unterrichtspraxis“.